# Urotrygon simulatrix
Urotrygon simulatrix  (лат.)  — малоизученный вид рода Urotrygon семейства Urotrygonidae отряда хвостоколообразных. Обитает в тропических водах восточной части Тихого океана. Встречается на глубине до 15 м. Максимальная зарегистрированная длина 27 см. Грудные плавники этих скатов образуют овальный диск. Хвост оканчивается листовидным хвостовым плавником. В средней части хвостового стебля расположен ядовитый шип. Не является объектом целевого лова.

## Таксономия
Впервые вид был научно описан в 1988 году. Видовое название происходит от слова лат. simulatus — «имитация» из-за схожести расположения чешуй с Urotrygon munda и морфологических характеристик с Urotrygon chilensis. Голотип представляет собой самку длиной 26,4 см, пойманная в Панамском заливе. Паратипы: 2 самца длиной 9,3 см и 26,7 см и самка длиной 25,8 см, пойманные там же.

## Ареал
Urotrygon simulatrix обитают  в Панамском заливе. Эти донные рыбы встречаются на мелководье с мягким грунтом на глубине от 2 до 15 м.

## Описание
Широкие грудные плавники этих скатов сливаются с головой и образуют диск в виде «сердечка». Ширина диска превышает длину. Заострённое рыло формирует тупой угол и выступает за края диска. Позади довольно крупных глаз расположены брызгальца. Брюшные плавники закруглены. Длина хвоста превышает длину диска. Хвост оканчивается вытянутым хвостовым плавником. На дорсальной поверхности хвоста в центральной части расположен шип. Спинные плавники отсутствуют. На вентральной стороне диска имеется 5 пар жаберных щелей. Кожа покрыта чешуёй со звездообразными основаниями. Вдоль средней линии диска пролегает 1—2 ряда колючек. Вентральная поверхность светлая, вдоль латеральных краёв пролегает широкая тёмная полоса. Окраска ровного тёмного серо-коричневатого цвета Максимальная зарегистрированная длина 27 см.

## Биология
Подобно прочим представителям семейства Urotrygonidae эти скаты размножаются яйцеживорождением.

## Взаимодействие с человеком
Эти скаты не являются объектом целевого лова. Вероятно, в качестве прилова они попадаются при коммерческом промысле креветок и донных рыб. Данных для оценки Международным союзом охраны природы статуса сохранности вида недостаточно.